# 驚爆死亡線 (1995年電影)
《驚爆死亡線》是一部1995年美國動作驚悚片，由雷蒙·馬提諾（Raymond Martino）執導並與威廉·史特羅姆（William Stroum）、喬伊·屈伏塔合作編劇，屈伏塔、安娜·妮可·史密斯和麥可·諾瑞主演。本片為1992年電影《魔探密令》（DaVinci's War）的續集，也是史密斯被評為年度花花公子女郎後主演的首部電影。劇情講述中央情報局女探員的丈夫遭殘酷的黑幫殺害，使她踏上復仇之路。電影1995年9月19日採影帶首映在美國發行。

## 演員
- 安娜·妮可·史密斯飾演克莉蒂·杜波依斯／薇琪·林恩（Colette Dubois / Vickie Linn）
- 喬伊·屈伏塔（英语：Joey Travolta）飾演法蘭克·達芬奇（Frank DaVinci）
- 麥可·諾瑞（英语：Michael Nouri）飾演柴納·史密斯（China Smith）
- 大衛·普羅瓦爾飾演喬伊·班比諾（Joey Bambino）
- 約翰·亞普瑞（英语：John Aprea）飾演費利·班比諾（Philly Bambino）
- 蕾貝卡·費拉蒂（英语：Rebecca Ferratti）飾演露佩（Lupe）
- 布蘭斯科姆·里奇蒙（英语：Branscombe Richmond）飾演唐·威廉斯（Don Williams）
- 傑克·班農（英语：Jack Bannon）飾演亞瑟·詹姆森（Arthur Jameson）

## 外部連結
- 互联网电影数据库（IMDb）上《驚爆死亡線》的资料（英文）
- 爛番茄上《驚爆死亡線》的資料（英文）
- AllMovie上《驚爆死亡線》的资料（英文）